# The Information Society
A The Information Society egy angol nyelvű, nemzetközi, szaktudományos folyóirat, mely évente 5-ször jelenik meg online és nyomtatásban. Kiadója az amerikai, Taylor & Francis mely egy nagy múltú lapkiadó. A lap kritikai kulcs fóruma az információs társadalommal kapcsolatos módszereknek, rendszer koncepcióknak, politikai analíziseknek, és figyelemmel követi a társadalmi és kulturális változásokat különösen a számítástechnikával és a telekommunikációval összeköttetésben. Közzétesznek tudományos cikkeket, állásfoglalókat, vitákat, rövidebb közleményeket és könyvismertetőket. Korát tekintve a tudományban az egyik legrégebbi, teljes körű, elismert lap. Több mint 40 segéd szerkesztő professzor vesz részt a lap létrejöttében öt kontinensről, az országok legjobb egyetemeiről.

## Története
A lap alapításának ötlete 1970-ben született David L. Holzman, Stephen J. Lukasik, és Richard O. Mason fejében akik felkérték az Egyesült Államok vezető információtudósát, az American Society of Information Science akkori elnökét,  Joseph Becker-t, hogy legyen a lap főszerkesztője. Ők négyen többször találkoztak a Bel Air Hotelben Ben Russak-kal, hogy megvitassák az alapokat, majd Crane és Russak által megjelent az első szám 1981-ben. 

### A kezdetek
Míg a folyóirat világnézetét tekintve nemzetközi volt, az első írók főleg angolok és amerikaiak voltak, európai közreműködéssel. Már korán fókuszba került a telekommunikáció és az információs technológiák szerepe a legkevésbé fejlett országokban, és a fejlett ipari országok vidéki területein. Az 1980-as évek vége felé a TIS már egyre többet publikált ázsiai szemszögből írt cikkeket. Ebből eredeztethető, hogy a TIS korán a kutatás motorja lett az információ technológiában, a társadalmi változásokat tekintve és az információs politikában. 
Az első három évfolyamban publikált cikkek mind lelkesedtek a hi-tech fejlődésért, egészen Richard Mason 1985-ös cikkéig, amelyben komolyan elemezte az információs kor lehetséges etikai hatásait. 1984 és 1986 között több cikk is megvizsgálta a lehetséges társadalmi problémákat, amit a számítógépesített világ hozhat. A TIS megjelentetett néhány cikket, mely alapjaiban bírálta az információs társadalom lelkes koncepció készítőit.
Számos olyan problémát vet fel az információs technológiai forradalom, melynek része az emberi tényező. 

### Az 1990-es évek
A folyóirat több változáson esett át az 1990-es évek elején. Megvásárolta a Taylor & Francis, az elismert tudományos kiadóház melyet Nagy-Britanniában alapítottak, de voltak már irodái az Egyesült Államok területén. Joseph Becker, az alapító főszerkesztő átadta szerepét Dr. Robert Anderson-nak, egy idősebb számítógép kutatónak. Bob Anderson folytatta a folyóirat szellemi irányának fejlesztését, kiszélesítését. Bob hozzáadott a szerkesztő csoporthoz egy könyvismertető szerkesztőt, Dr. Tora Biksont, akinek a segítségével a cikkek sora empirikus tanulmányokkal bővült többek között a munkahelyi információs stratégiákról és társadalmi gyakorlatokról is. Innentől már széleskörűen publikált a mikrotársadalmaktól a makrotársadalmakig. 1995-re a folyóirat kivirágzott, változatos, magas minőségű tudományos írásokat közölt.
A TIS egy multidiszciplináris, lektorált folyóirat lett, közönsége már nem csak az információs társadalommal foglalkozó kutatók, hanem akik érdekeltek a társadalmi, szervezeti életben, mindenféle társadalmi és kulturális változásban; politikusok és szellemi döntéshozók az iparban és az oktatásban. 

### A változás
1995-ben Rob Kling a Californiai Egyetem Információs és Számítógépes Tudományok professzora lett a harmadik főszerkesztő a lapnál. Kling volt az, aki észrevette, hogy a lapot a láthatóság egy új szintjére kell emelni. Új szerkesztőségi tagokat nevezett ki, hogy aktív szerepet vállaljanak a folyóirat szervezésében és bátorítsák kollégáikat a publikálásra a lapban. Az új szerkesztőségi tagoknak köszönhetően több különkiadás látott napvilágot, amiket maguk szerkeszthettek, válogathattak össze. Erre példa Dr. Tora Bikson különkiadása három cikk összefűzéséről, hogyan támogatják a csoportmunkát a számítógépes rendszerekkel. Ugyanígy szervezett egy különszámot Rolf Wigand professzor is az elektronikus kereskedelemről. 
Kling létrehozott a lapban egy új formát is A Fórum néven ahova rövidebb állásfoglalásokat, vitákat írhattak kezdhettek a tudósok. Növelte a recenziók számát a lapban, több szerkesztőt vett fel, hogy felkutassák a témában friss, új, releváns könyveket. Neki köszönhető a világhálón a folyóirat kezdőlapja, ahol az írók és az olvasók mindig naprakész információkat találnak az épp aktuális számról, a régebbi lapszámok tartalomjegyzékeiről összefoglalókkal, és a külön számok gyűjteményével.

## Különszámok
- Connecting Fields: Information, Learning Sciences and Education
- Regimes of Information
- Monetization of User-Generated Content
- The Death, Afterlife and Immortality of Bodies and Data 29(3), 2013
- ICT adoption and User Choices 26(4), 2010
- Creative Industries and Urban Development 26(2), 2010
- Geographies of the Information Society Revisited 25(5), 2009
- The Philosophy of Information, its Nature and Future Developments 25(3), 2009
- Mobile Societies in Asia-Pacific 24(3), 2008
- The Legacy of Rob Kling: Social Informatics as a Research Discipline 23(4), 2007
- Accessibility, Disability, and Inclusion in Information Technologies 23(3), 2007
- Towards a Coherent Metrology of Information Societies 22(5), 2006
- ICT in Everyday Life: Home and Personal Environments 22(4), 2006
- ICT Research and Disciplinary Boundaries: Is "Internet Research" a Virtual Field, a Proto-discipline, or Something Else? 21(4), 2005
- The Role of Information Technology in Building and Sustaining the Relational Base of Communities 21(2), 2005
- Social Determinants of Public Policy in the Information Age 20(3), 2004
- Information and Communications Technologies (ICTs) and Community Networking Globalization of Electronic Commerce 19(5), 2003
- The Digital Divide: Exploring Equity and Politics 19(4), 2003
- Designing for Virtual Communities in the Service of Learning 19(3), 2003
- Globalization of E-Commerce 19(1), 2003
- Time and Information Technology 18(4), 2002
- Issues of Authenticity, Social Accountability & Trust with Electronic Records 17(4), 2001
- Impacts of Economic Liberalization on IT Production and Use 17(2), 2000
- Universal Service: New Conceptions for a New Age 16(2), 2000
- The Rhetoric of Gender in Computer-mediated Communication 15(3), 1999
- Anonymous Communication on the Internet 15(2), 1999
- Virtual Societies: Their Prospects and Dilemmas 14(2), 1998
- Free Speech and Privacy in Canada's Information Society 13(2), 1997
- Theory and Practice of Electronic Commerce 13(1), 1997
- Electronic Publication and Scholarly Communication 11(4), 1995

## Főszerkesztők
- 1981-1991: Joseph Becker[2]
- 1992-1994: Robert Anderson
- 1995-2003: Rob Kling[3]
- 2004-      Harmeet Sawhney[4]